# Гансер, Даниеле
Дание́ле Га́нсер (нем. Daniele Ganser, род. 29 августа 1972 года, Лугано, Тичино, Швейцария) — швейцарский историк и публицист.
Наиболее известен благодаря книге «Секретные армии НАТО: Операция «Гладио» и терроризм в Западной Европе» (с предисловием историка Георга Крейса; 2004, русский перевод 2012), в которой, в частности, обсуждается операция «Гладио» и главой «9/11 и американская Империя» в книге под редакцией Дэвида Гриффина.
Популярностью пользуются его публичные выступления, создающие ему имидж учёного, который может «сметь своё суждение иметь».

## Биография
Родился 29 августа 1972 года в Лугано в семье пастора Готфрида Гансера (1922—2014) и его супруги Жаннет.
Двенадцать лет учился в Вальдорфской школе, где обучение велось по антропософской педагогике Рудольфа Штайнера, а затем перешёл в Гольбейнскую гимназию, которую окончил в 1992 году, получив аттестат зрелости и отправившись на военную службу.
Затем учился в Базельском университете, Амстердамском университете и Лондонской школе экономики, где изучал древнюю и новую истории, философию и английского языка со специализацией по международным отношениям. В 1998 году получил лиценциат, окончив факультет гуманитарных наук Базельского университета, проводя исследовании в Базельском университете и Лондонской школе экономики. Его научным руководителем был Юсси Ханхимяки. В 2000—2001 годы под научным руководством Георга Крейса в Базельском университет подготовил и защитил диссертацию на соискание учёной степени доктора в области философии (нем. Doktor der Philosophie) insigni cum laude по теме «Операция „Гладио“ в Западной Европе и Соединённых Штатах». Гансер намеревался пройти хабилитацию в Швейцарской высшей технической школе Цюриха и Базельском университете, защитив диссертацию «Пик нефти». Однако, как утверждает в своей книге «Заговор! Фанатичная охота за злом в мире» журналист и писатель Роже Шавинский, Крейс и другие профессора, к которым обращался соискатель, посчитали, что в представленном виде работа не вполне соответствует научным стандартам
С 2001 по 2003 год Гансер отвечал за международные отношения и политический анализ в цюрихском аналитическом центре Avenir Suisse.
В 2003 году был членом Консультативного совета Министерства иностранных дел Швейцарии по гражданскому миру и правам человека.
В 2003—2006 годах работал старшим научным сотрудником Центра по изучению вопросов безопасности Швейцарской высшей технической школы Цюриха. По словам Гансера, 2006 году ректор университета написал ему письмо в котором сказал, что выступления и исследования Гасера бросают тень на репутацию учебного заведения, поэтому трудовой договор не был продлён.
В 2006 году совместно с другими учёными основал швейцарское отделение Ассоциации по изучению пиковой нефти и газа (ASPO), где до 2012 года являлся членом правления.
С 2007 по 2010 год был преподавателем исторического факультета Базельского университета, где также принимал участие в проекте исследования «пика нефти». В число его научных интересов входили «Международная новейшая истории с 1945 года», «Тайная война и геостратегия», «Тайные службы и специальные службы», «Пик нефти и ресурсные войны» и «Бизнес и права человека».
В 2011 году основан и возглавил «Швейцарский институт мира и исследования энергетики», занимающийся вопросами государственного терроризма и возобновляемой энергии.
В 2012—2017 года преподавал критическое мышление в институте при Университете Санкт-Галлена. Также там вёл вместе с Рольфом Вюстенхагеном курс по истории и будущему энергетических систем.

## Секретные армии НАТО
В 2004 году Гансер опубликовал книгу, «Секретные армии НАТО: Операция «Гладио» и терроризм в Западной Европе» (русский перевод вышел в 2012 году), в которой утверждает, что подразделения Гладио тесно сотрудничали с НАТО и ЦРУ и были ответственны за террористические акты против гражданского населения Италии. Официально США отвергают эти обвинения.

## 9/11 и американская Империя
Гансер написал главу "9/11 и американская Империя" в книге под редакцией Дэвида Гриффина. В ней Гансер критически оценивает то, что «Аль-Каида» стоит за атаками 11 сентября 2001 года в Нью-Йорке и Вашингтоне. Также в своем выступлении в мае 2017 года в Тюбингене (Германия) он обратил внимание на несоответствия касательно освещения средствами массовой информации событий 11 сентября 2001 года. В центре его критики находится WTC 7 (7 корпус Всемирного торгового центра, англ.World Trade Center 7 , сокр. WTC 7) , флигель башни-близнеца, который рухнул, хотя он не был поражен никакими самолетами. «У нас есть три башни и два самолета, WTC 7 падает симметрично, это был огонь или снос», — сказал Даниеле Гансер 
Он также ставит под сомнение выводы комиссии 9/11, он заявляет, что «официальная версия событий 11 сентября,  изложенная в выводах комиссии, не заслуживают доверия».

## Научные труды
- Reckless Gamble—The Sabotage of the United Nations in the Cuban Conflict and the Missile Crisis of 1962. University Press of the South, New Orleans, December 2000,
- Der Alleingang—Die Schweiz 10 Jahre nach dem EWR-Nein. (Uwe Wagschal, Daniele Ganser, Hans Rentsch) Orell Füssli, December 2002,
- NATO’s Secret Armies: Operation Gladio and Terrorism in Western Europe. Cass, London 2004.
- Peak Oil: Erdöl im Spannungsfeld von Krieg und Frieden. In: Phillip Rudolf von Rohr, Peter Walde, Bertram Battlog (Hrsg.): Energie. vdf Hochschulverlag an der ETH Zürich, Zürich 2009,[19]
- «America is Addicted to Oil»: U.S.Secret Warfare and Dwindling Oil Reserves in the Context of Peak Oil and 9/11. In: Eric Wilson (Hrsg.): The Dual State: Parapolitics, Carl Schmitt and the National Security Complex.Ashgate, 2012, (4. Kapitel)
- Europa im Erdölrausch: Die Folgen einer gefährlichen Abhängigkeit.[нем.] Orell Füssli, Zürich 2012.

### Переводы на русский язык
- Гансер Д. Империя США. Мировая держава без совести [20]
- Гансер Д. Секретные армии НАТО: Операция «Гладио» и терроризм в Западной Европе[нем.]. — М.: Кучково поле, 2017. — 336 с. — ISBN 978-5-9950-0735-7.